# Ruisseau de la Vanoise
Ne doit pas être confondu avec Ruisseau de la Vannoise.
Le ruisseau de la Vanoise est un torrent de France situé dans le massif de la Vanoise, en Savoie. Il nait au col de la Vanoise, au pied de la Grande Casse, traverse les lacs Rond et du Col de la Vanoise avant de pénétrer dans le vallon de la Leisse et se jeter dans le torrent du même nom.

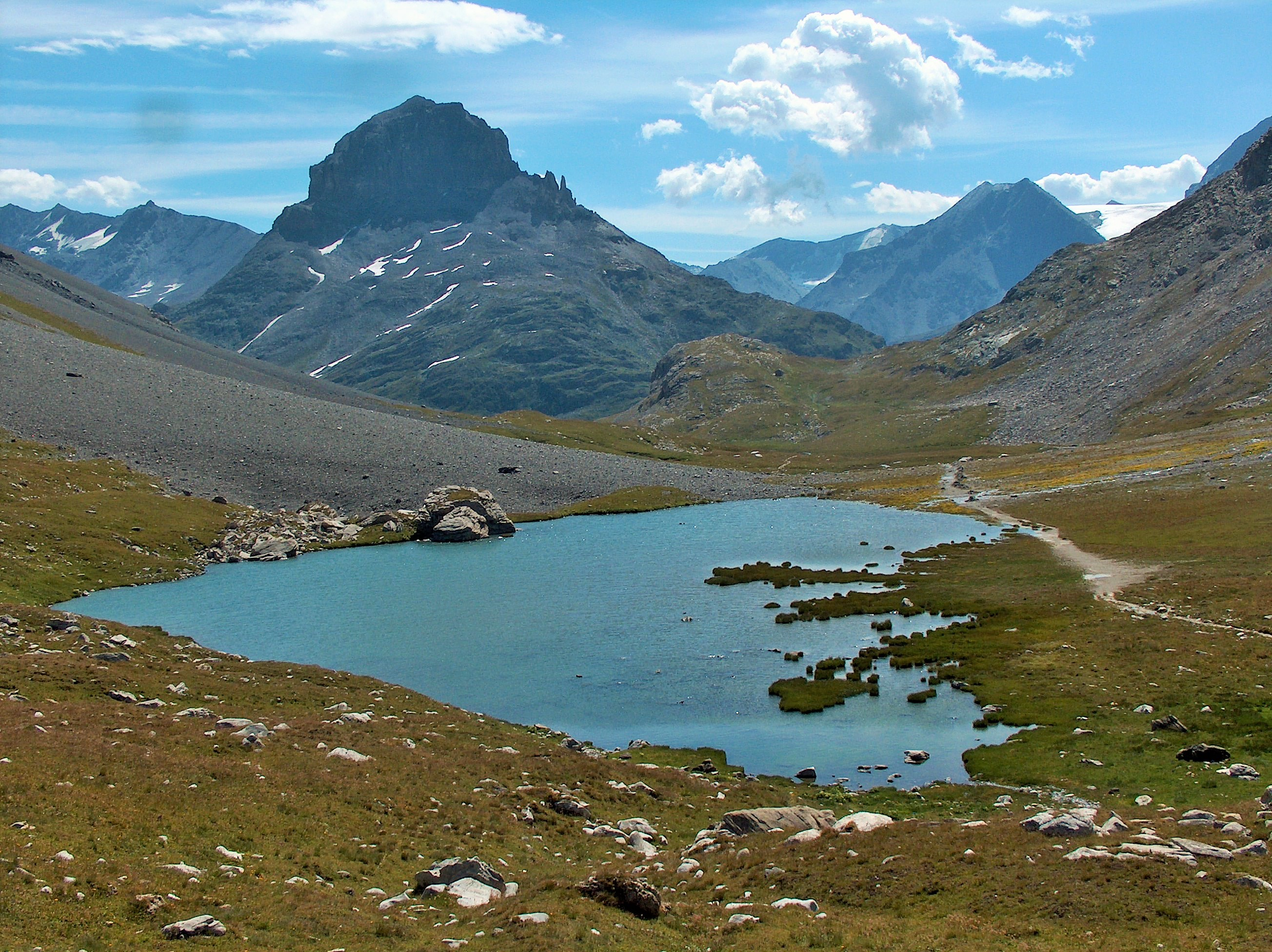
Le lac du Col de la Vanoise depuis le col de la Vanoise avec le vallon emprunté par le ruisseau de la Vanoise ; en arrière-plan, les pointes de Pierre Brune (à gauche) et la pointe des Broès et le glacier du Vallonnet (à droite).